# Persephonaster monostoechus
Persephonaster monostoechus är en sjöstjärneart som beskrevs av Fisher 1913. Persephonaster monostoechus ingår i släktet Persephonaster och familjen kamsjöstjärnor.
Artens utbredningsområde är Sulawesi. Inga underarter finns listade i Catalogue of Life.